# اللغة الألمانية البنسلفانية
اللغة الألمانية البنسلفانية هي لسن من اللغة الجرمانية الغربية الوسطى يتحدثها ما قد يتجاوز 250,000 شخص في قارة أمريكا الشمالية. كانت الألمانية البنسلفانية تاريخياً لغة هولنديي بنسلفانيا، المنحدرين من مهاجرين استوطنوا في الولايات المتحدة خلال القرنين السابع والثامن عشر بولايات بنسيلفانيا وماريلاند وفرجينيا وكارولينا الشمالية، قادمين من سويسرا وجنوب ألمانيا وشرق فرنسا. ولذلك لا زالت تعرف اللغة اليوم أحياناً باسم «اللغة الهولندية البنسلفانية»، إلا أن مصطلح «البنسلفاني الهولندي» لا يشير عند البعض سوى إلى الأميش القدماء والمجموعات المتعلّقة بهم.
إلا أن كلمة «هولندي» في هذا السياق لا تشير إلى الأصل العرقي الهولندي، عوضاً عن ذلك قد تكون بواقيَ من استخدام قديم لهذه الكلمة في اللغة الإنكليزية، كان يُقصَد به الإشارة إلى أي أناس ناطقين بلغة جرمانية غربية في يابسة القارة الأوروبية. من جهة أخرى تنسب بعض المصادر أصل كلمة «هولندي» في هذه الحالة إلى تحريفٍ في الاسم الخارجي "Deitsch" باللغة الألمانية البنسلفانية.
يقطن معظم متحدّثي اللغة الألمانية البنسلفانية الآن في ولاية أونتاريو الكندية، وولايات بنسلفانيا وأوهايو وإنديانا في الولايات المتحدة الأمريكية. وقد كانت تستعمل اللهجة تاريخياً في عدَّة مناطق أخرى، إلا أنها اختفت منها تقريباً بحلول الوقت الحاضر. بدأ استعمال اللغة الألمانية البنسلفانية كلغة شوارع وحديث بين العامة في مدن بنسلفانيا بالتراجع منذ مطلع القرن العشرين، وأما في المناطق الريفية فقد صمدت اللهجة طويلاً حتى نهاية الحرب العالمية الثانية، إلا أنَّها بدأت بالتراجع هي الأخرى بعد ذلك. حالياً، أصبح استخدام اللهجة مقتصراً تقريباً على بلدات مجموعتي المينونيتيين (مجموعة تبشيرية بروتستانتية قديمة) والأميش الدينيَّتين، اللتين نجتا وحدهما من انقراض اللغة الألمانية البنسلفانية.